# Représentant du roi aux Îles Cook
Pour les articles homonymes, voir Représentant.
Le représentant du roi (en anglais : King's Representative et en maori des îles Cook : Te Kauono o te Ariki) est le représentant du souverain de Nouvelle-Zélande, chef de l'État des Îles Cook. Cette fonction est créée par la réforme constitutionnelle de 1981, ce rôle étant jusqu'alors dévolu au haut-commissaire de Nouvelle-Zélande aux Îles Cook. Lorsque le monarque est une femme, il prend le titre de représentant de la reine (en anglais : Queen's Representative).

## Désignation
Il est nommé par le monarque pour une période de trois ans, son renouvellement étant à la discrétion de ce dernier. Lors de son investiture, il doit prononcer ce serment :
« I, ............, swear by Almighty God that I will be faithful and bear true allegiance to His [or Her] Majesty [Specify the name of the reigning Sovereign as thus: King Charles the Third] as the Head of State of the Cook Islands, heirs and successors, according to law, and that I will uphold the dignity of the office of King's [or Queen's] Representative, and will justly and faithfully carry out my duties in the administration of the Cook Islands in accordance with the Constitution and the law. So help me God. »
— Constitution des Îles Cook (article 4).
Son rôle est essentiellement symbolique, le pouvoir exécutif réel étant exercé par le Premier ministre et son cabinet. Parmi ses prérogatives, il peut, à la demande du Premier ministre, dissoudre le Parlement. La résidence du représentant du roi est située à Titikaveka dans le sud de Rarotonga.

## Liste des titulaires
- Sir Gaven John Donne KBE de juin 1982 à septembre 1984
- Sir Tangaroa Tangaroa MBE de décembre 1984 à décembre 1990
- Sir Apenera Pera Short KBE de décembre 1990 à novembre 2000
- Sir Frederick Tutu Goodwin KBE de février 2001 à juillet 2013
- Sir Tom John Marsters KBE depuis juillet 2013